# Baie Ducheyron
La baie Ducheyron est une baie située à l'extrémité nord de la Grande Terre des îles Kerguelen dans les Terres australes et antarctiques françaises (TAAF).

## Géographie

### Situation
La baie Ducheyron est située à l'extrémité nord de la péninsule Loranchet sur la Grande Terre, constituant la baie la plus septentrionale de l'archipel. Délimitée à l'est par le cap d'Estaing et à l'ouest par le cap Aubert, elle est surplombée au sud par le mont Havergal (552 m), à l'est par la Table de l'Oiseau (403 m) et à l'ouest par un sommet non nommé (506 m). 
Il s'agit d'une petite baie large de 4,4 km au maximum à son ouverture sur l'océan Indien, qui pénètre de 2,5 km dans la péninsule Loranchet et s'étend sur environ 7,1 km2 de superficie totale.

### Toponymie
La baie est découverte par Yves Joseph de Kerguelen de Trémarec lors de ses deux voyages dans l'archipel en 1772 et 1774 et figure sur la carte des États-Majors qu'il a établie en 1774. Elle doit son nom à l'enseigne de vaisseau, M. Du Cheyron, second du Roland commandé par Kerguelen.